# تگینگی نزدیک است
تگینگی نزدیک است: زمانی که انسان فراتر از ذات خود می‌رود یک کتاب غیرتخیلی نوشته شده توسط مخترع و آینده نگر ری کورزویل در سال ۲۰۰۵ است که دربارهٔ هوش مصنوعی و آینده بشریت صحبت می‌کند.
این کتاب بر مبنای ایده‌هایی است که در کتاب‌های قبلی کورزویل، «عصر ماشین‌های هوشمند» (۱۹۹۰) و «عصر دستگاه‌های معنوی» (۱۹۹۹) ارائه شده‌است. با این حال، این دفعه، کورزویل از اصطلاح تکینگی استفاده می‌کند که توسط ورنر وینچ در مقاله ۱۹۹۳ خود «تکانگی تکنولوژی آینده» بیش از یک دهه پیش مورد استفاده قرار گرفت. 
کورزویل در این کتاب قانون افزایش شتاب خود را توضیح می‌دهد که پیشبینی کنندهٔ افزایش سرعت پیشرفت انفجاری در فناوری‌هایی مانند کامپیوتر، ژنتیک، فناوری نانو، رباتیک و هوش مصنوعی می‌باشد. هنگامی که تکینگی اتفاق بیفتد، کورزویل می‌گوید که هوش ماشینی بینهایت بیشتر از هوش مجموع تمام انسان‌های جهان خواهد شد. پس از آن او پیش‌بینی می‌کند که هوش به خارج از سیاره جریان پیدا می‌کند تا آن که هستی را اشباع کند. تکینگی همچنین نقطه ای هست که هوش ماشینی و انسانی با هم ترکیب می‌شود.